# Kloster Villers-Bettnach
Das Kloster Villers-Bettnach (Villerium; Weiler-Bettnach) ist eine ehemalige Zisterzienserabtei in der Gemeinde Saint-Hubert im Département Moselle, Region Grand Est, in Frankreich. Die Anlage liegt rund 22 Kilometer nordöstlich von Metz, im Tal der Canner.

## Geschichte
Im Jahr 1134 (nach anderen Angaben schon 1130) gründete Heinrich von Spanheim, der Abt der Primarabtei Morimond, das Kloster auf einem Gelände, das Herzog Simon I. von Lothringen zur Verfügung gestellt hatte. Von Villers-Bettnach gingen die Tochtergründungen Stift Viktring in Kärnten (1142) – mit der Tochtergründung Kloster Kostanjevica in Slowenien –, Kloster Eußerthal in der Pfalz (1148), Kloster Wörschweiler (in Wörschweiler, heute Stadtteil von Homburg; 1171), Kloster Zagreb (1257 oder 1274; nach Janauschek allerdings Tochtergründung von Kloster Topusko, nach anderen Angaben Tochterkloster von Stift Viktring) und Kloster Pontifroy (Metz) im Jahr 1323 aus, während die gelegentlich behauptete Ableitung von Kloster Cambron in Belgien von Villers-Bettnach zweifelhaft erscheint. 1552 wurde die Abtei verwüstet. Villers-Bettnach besaß u. a. eine Grangie mit Salzpfanne in Marsal (Moselle) und Stadthäuser in Metz und Sierck-les-Bains. Zwischen 1724 und 1729 wurde eine neue Kirche errichtet. Die französische Revolution führte 1790 zur Auflösung des Klosters und die Abtei wurde zu einem landwirtschaftlichen Anwesen. Die noch bestehenden Gebäude wurden später von der Stadt Boulay-Moselle (Bolchen) erworben, die ein Erholungsheim einrichtete. Die Anlage wird von der Association des Amis des Sites de St-Hubert betreut.
1306–1309 amtierte Heinrich von Metz († 1336) hier als Abt; 1297–1306 hatte er das gleiche Amt im Filialkloster Eußerthal innegehabt; 1310–1336 war er Fürstbischof von Trient. Spätestens ab 1309 wirkte er auch als Kanzler von König Heinrich VII.; beide verband ein inniges Freundschaftsverhältnis.

## Bauten und Anlage
Der Kreuzgang war auf der Nordseite der Kirche gelegen. Erhalten sind ein monumentales Eingangstor (das portail Coislin) aus dem 17. Jahrhundert sowie verschiedene Baureste der Kirche des 13. Jahrhunderts einer sechsjochigen gewölbten Hallenkirche mit ausladendem Querhaus und polygonalem Chor und eine Kapelle der Heiligen Katharina mit Drillingsfenstern, die auf ein Gebäude des 12. Jahrhunderts zurückgeht. Auch eine Bauernkapelle aus dem 17. Jahrhundert (chapelle des Humbles) hat sich erhalten und dient jetzt als Pfarrkirche. Die Klausur befand sich – wie etwa in Kloster Maulbronn – links von der Kirche.